# نيكولاس إيوانو
نيكولاس إيوانو (باليونانية: Νικόλας Ιωάννου)‏ (10 نوفمبر 1995 بليماسول في قبرص - ) هو لاعب كرة قدم قبرصي في مركز الدفاع. شارك مع منتخب قبرص تحت 19 سنة لكرة القدم ومنتخب قبرص تحت 21 سنة لكرة القدم. أما مع النوادي، فقد لعب مع نادي أبويل.

## مسيرته الكروية
لعب نيكولاس إيوانو خلال مسيرته الاحترافية مع نادِ واحدٍ في ستة مواسم وسجل خلالها 5 أهداف ضمن 78 مباراة. حيث فاز في موسم واحد بالكأس وفي خمسة مواسم بالدوري.
خاض نيكولاس إيوانو مسيرته مع نادي أبويل في موسم 2014–15 ليلعب معه ستة مواسم، مشاركًا في 78 مباراة سجل خلالها 5 أهداف.

## وصلات خارجية
- نيكولاس إيوانو على موقع الاتحاد الدولي (مؤرشف)  (الإنجليزية)
- نيكولاس إيوانو على موقع الاتحاد الأوربي (الإنجليزية)
- نيكولاس إيوانو على موقع قاعدة بيانات كرة القدم.إي يو (الإنجليزية)
- نيكولاس إيوانو على موقع ناشيونال فوتبول تيمز (الإنجليزية)
- نيكولاس إيوانو على موقع Soccerbase.com (لاعب) (الإنجليزية)
- نيكولاس إيوانو على موقع Soccerway.com (الإنجليزية)
- نيكولاس إيوانو على موقع عالم كرة القدم.نت (الإنجليزية)